# Lendorf (Dravska dolina)
Lendorf je občina z 1761 prebivalci v Okraju Špital ob Dravi v  avstrijski zvezni deželi Koroške. 
Lendorf leži na Lurnskem polju in meji na vzhodu z občino Špital ob Dravi ter na zahodu z občino Lurnfeld. Območje občine sega od Visokih Tur (Hohe Leier) na severu, prek terasastih pobočij Hühnersberga, vse do doline reke Drave.

### Upravna delitev
Občina Lendorf je razdeljena na dve katastrski občini, Lendorf in Hühnersberg. Območje občine vključuje devet naselij (v oklepajih število prebivalcev popisa 1. januar 2024):
- Feicht (106)
- Feichtendorf (51)
- Freßnitz (35)
- Hühnersberg (405)
- Lendorf (960)
- Litzlhof (2)
- Rojach (93)
- Sveti Peter v Lesu St. Peter in Holz (84)
- Windschnurn (25)